# Дифферинтеграл Грюнвальда — Летникова
В математике, дифферинтеграл Грюнвальда — Летникова является одним из основных обобщений производной в дробном исчислении, которое позволяет брать производные нецелое число раз. Он был введён Антоном Карлом Грюнвальдом в 1867 году и А. В. Летниковым в 1868 году.

## Построение дифферинтеграла Грюнвальда — Летникова
Формулу для производной
{\displaystyle f'(x)=\lim _{h\to 0}{\frac {f(x+h)-f(x)}{h}}}
можно применить рекурсивно для получения производных высших порядков. Например, для производной второго порядка получаем:
{\displaystyle f''(x)=\lim _{h\to 0}{\frac {f'(x+h)-f'(x)}{h}}=}
{\displaystyle =\lim _{h_{1}\to 0}{\frac {\lim \limits _{h_{2}\to 0}{\dfrac {f(x+h_{1}+h_{2})-f(x+h_{1})}{h_{2}}}-\lim \limits _{h_{2}\to 0}{\dfrac {f(x+h_{2})-f(x)}{h_{2}}}}{h_{1}}}.}
Предполагая, что все приращения {\displaystyle h} стремятся к нулю одинаково, данное выражение можно упростить:
{\displaystyle f''(x)=\lim _{h\to 0}{\frac {f(x+2h)-2f(x+h)+f(x)}{h^{2}}},}
которое может быть строго обосновано посредством формулы конечных приращений. В общем случае, имеем (смотри биномиальные коэффициенты):
{\displaystyle d^{n}f(x)=\lim _{h\to 0}{\frac {1}{h^{n}}}\sum _{m=0}^{n}(-1)^{m}{n \choose m}f(x+(n-m)h).}
Формально, снимая ограничение, что {\displaystyle n} — положительное число, естественно определить:
{\displaystyle \mathbb {D} ^{q}f(x)=\lim _{h\to 0}{\frac {1}{h^{q}}}\sum _{0\leqslant m<\infty }(-1)^{m}{q \choose m}f(x+(q-m)h).}
Это и есть определение дифферинтеграла Грюнвальда — Летникова.

### Другая запись
Определение также можно переписать проще, если ввести обозначение:
{\displaystyle \Delta _{h}^{q}f(x)=\sum _{0\leqslant m<\infty }(-1)^{m}{q \choose m}f(x+(q-m)h).}
Тогда определение примет вид:
{\displaystyle \mathbb {D} ^{q}f(x)=\lim _{h\to 0}{\frac {\Delta _{h}^{q}f(x)}{h^{q}}}.}